# Белорусский музей в Вильно
Белору́сский музе́й в Ви́льно (бел. Беларускі музей у Вільні, полное название Віленскі беларускі гісторыка-этнаграфічны музей імя Івана Луцкевіча) — белорусский музей, находившийся в Вильно (ныне Вильнюс, Литва) в 1921—1945 годах вместе с Белорусским научным обществом и Белорусской гимназией.

## История

### Белорусский музей в межвоенный период

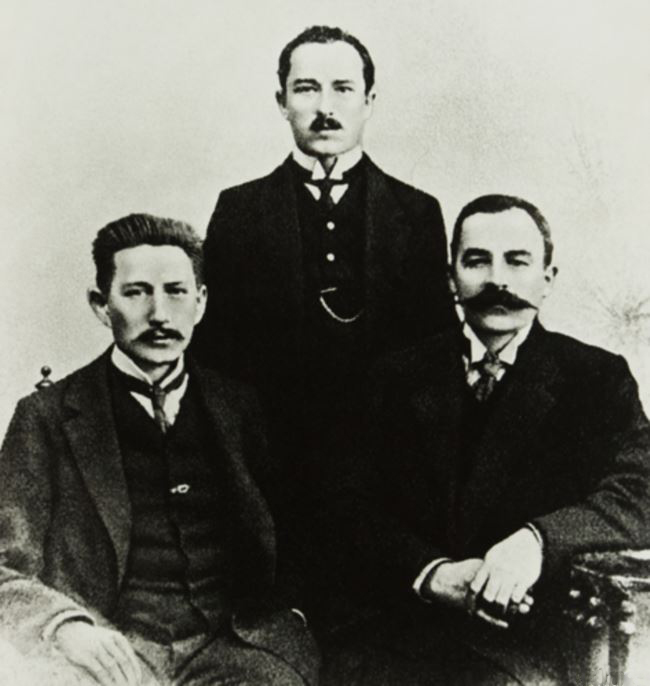
Братья Луцкевичи с Александром Власовым

Музей был основан в 1921 году и назван в честь умершего в 1919 году белорусского деятеля культуры Ивана Луцкевича.
Первоначальные экспонаты были сформированы из личной коллекции Ивана Луцкевича, который по завещанию передал их музею. Затем она много лет пополнялась. Всего в музее было пять выставочных залов, в которых демонстрировались такие коллекции: археологическая, нумизматическая (монеты, медали и ордена), старинных одежд, древнего оружия, рукописей и книг, церковных икон, картин, музыкальных инструментов, произведений из резьбы и другие. Согласно инвентаризации 1941 года музей насчитывал 13450 единиц хранения, а его библиотека — порядка 14 тысяч рукописей и старопечатных книг, среди которых, в частности, находились часть пражской Библии Франциска Скорины 1517 года, сборник законов Статут Великого княжества Литовского 1588 года, Новогрудское Евангелие XIV века, первая грамматика арабского языка Аль-Китаб, напечатанные на белорусском языке книги белорусских городов, а также другие редкие издания.
Директором музея со дня его образования и по 1939 год был брат Ивана Луцкевича — Антон, репрессированный в 1939 году и погибший в 1942 году.
Музей был ликвидирован в конце 1944 — начале 1945 годов. Сохранившиеся после окончания Второй мировой войны экспонаты были разделены совместной комиссией между Литовской ССР и Белорусской ССР. Так как членами комиссии со стороны Белоруссии были лица, не связанные с Белоруссией, то значительная часть экспонатов музея остались в Вильнюсе или были отправлены в Москву.

### Восстановление музея в 2000-х
В 2001 году в Вильнюсе по инициативе Сергея Витушки было решено возродить Белорусский музей имени Ивана Луцкевича. Для этого было создано общественное учреждение «Виленский Белорусский музей имени Ивана Луцкевича», и начался сбор новой музейной коллекции. Но только в 2010 году министр культуры Литвы Арунас Гелунас по завершении своего однодневного визита в Белоруссию пообещал лично заняться проблемой восстановления «Виленского белорусского историко-этнографического музея имени Ивана Луцкевича».
По словам инициаторов возрождения музея (Галины Войтик, Сергея и Людвики Витушек, Сергея Дубовца, Татьяны Поклад): «Свою деятельность мы понимаем как продолжение вильнюсской музейной традиции и потому подчеркиваем – мы не создаем, но возраждаем Виленский Белорусский Музей». 
В 2021 эта общественная организация получила помещение на Виленской улице 20. Директором музея стала Людвика Кардис (Витушка).
4 августа  — 16 сентября 2021 в музее состоялась первая выставка «Почему свобода это женщина», где были выставлены работы белорусских художниц (Зоя Ковш, Жанна Гладко, Светлана Петушкова, Алеся Житкевич, Анон) и произведения посетителей выставки.
Вторая выставка, открывшаяся 5 декабря 2021, была посвящена 115-летию газеты «Наша Нива», основанной Иваном Луцкевичем, и столетию самога музея. Выставка «Музей Ивана Луцкевича в анализе статистики и данных прессы» представила визуализацию статистических данных (на основе книги учета посетителей) по деятельности белорусского музея в межвоенный период (куратор Паулина Витущанка, визуализация данных Игорь Яновский). Одновременно, 10 декабря прошла научная мини-конференция «Виленский музей сто лет назад».
За первый год публичной работы обновленного музея были организованы выставки живописи, фотографии, книжной графики, проведены презентации книг Владимира Некляева, Ольги Гапеевой, Юрия Диковицкого, состоялись концерты Змитра Бартосика, Змитра Войтюшкевича, Андрея Хадановича, проводилиcь поэтические фестивали, мастер-классы, спектакли, открылись различные кружки и библиотека. Был издан гид по Вильнюсу «Вільня фальклёрная».

## Память
С 15 октября по 12 декабря 2021 года в Национальном художественном музее Республики Беларусь работала выставка, приуроченная к 100–летию Виленского белорусского музея имени Ивана Луцкевича.